# Pogon cupreus
Pogon cupreus är en insektsart som beskrevs av Kirby. Pogon cupreus ingår i släktet Pogon och familjen hornstritar. Inga underarter finns listade i Catalogue of Life.